# Merikarhu
Merikarhu – patrolowiec Straży Granicznej Finlandii, w służbie od 1994 roku, jedyna jednostka swojego typu. 

## Historia
Patrolowiec „Merikarhu” został zaprojektowany jako powiększone rozwinięcie jednostek typu Tursas, z których dwa służyły w Straży Granicznej Finlandii (Rajavartiolaitos) od lat 80. XX wieku. W odróżnieniu od poprzedników, zbudowano go w stoczni Finnyards w Rauma, w latach 1993–1994. Jednostka weszła do służby 28 października 1994 roku. W porównaniu z poprzednim typem, większe rozmiary umożliwiły poprawę możliwości w zakresie likwidacji rozlewów substancji ropopochodnych oraz zabudowę instalację do gaszenia pożarów. Pozwoliło to na dalsze zwiększenie uniwersalności jednostki, tworząc statek patrolowo-ratowniczy, do ratowania życia i mienia (prowadzenie akcji ratowniczych na morzu jest jednym z zadań fińskiej Straży Granicznej), a także do ratownictwa ekologicznego i obsługi oznakowania nawigacyjnego. Nazwa oznacza uchatkę z rodzaju koticzak niedźwiedziowaty lub kotik.
Długość całkowita kadłuba wynosi 57,8 m, długość między pionami 52,12 m, szerokość kadłuba 11 m, a zanurzenie 4,6 m. Kadłub posiada wzmocnienia przeciwlodowe i charakteryzuje się dobrą dzielnością morską. Załoga posiada komfortowe warunki pracy. Do wyposażenia należy m.in. łódź półsztywna, żuraw hydrauliczny w części rufowej i działko wodne na dachu pomostu. Jednostka wyposażona jest w radar nawigacyjny i radar dozoru nawodnego, natomiast brak jest informacji o ewentualnym wyposażeniu w stację hydroakustyczną, którą posiadał poprzedni typ (potrzeba jej posiadania zmalała po zakończeniu okresu „zimnej wojny”). Normalnie jednostka nie przenosi uzbrojenia stałego, lecz posiada podstawę do montażu podwójnie sprzężonego działka przeciwlotniczego 23 mm firmy Sako (wersja pochodna ZU-23-2). 
Od stycznia do kwietnia 2016 roku „Merikarhu” działał na Morzu Egejskim w ramach operacji agencji europejskiej Frontex w celu wzmocnienia ochrony granic morskich Grecji, w związku z kryzysem migracyjnym.

## Galeria

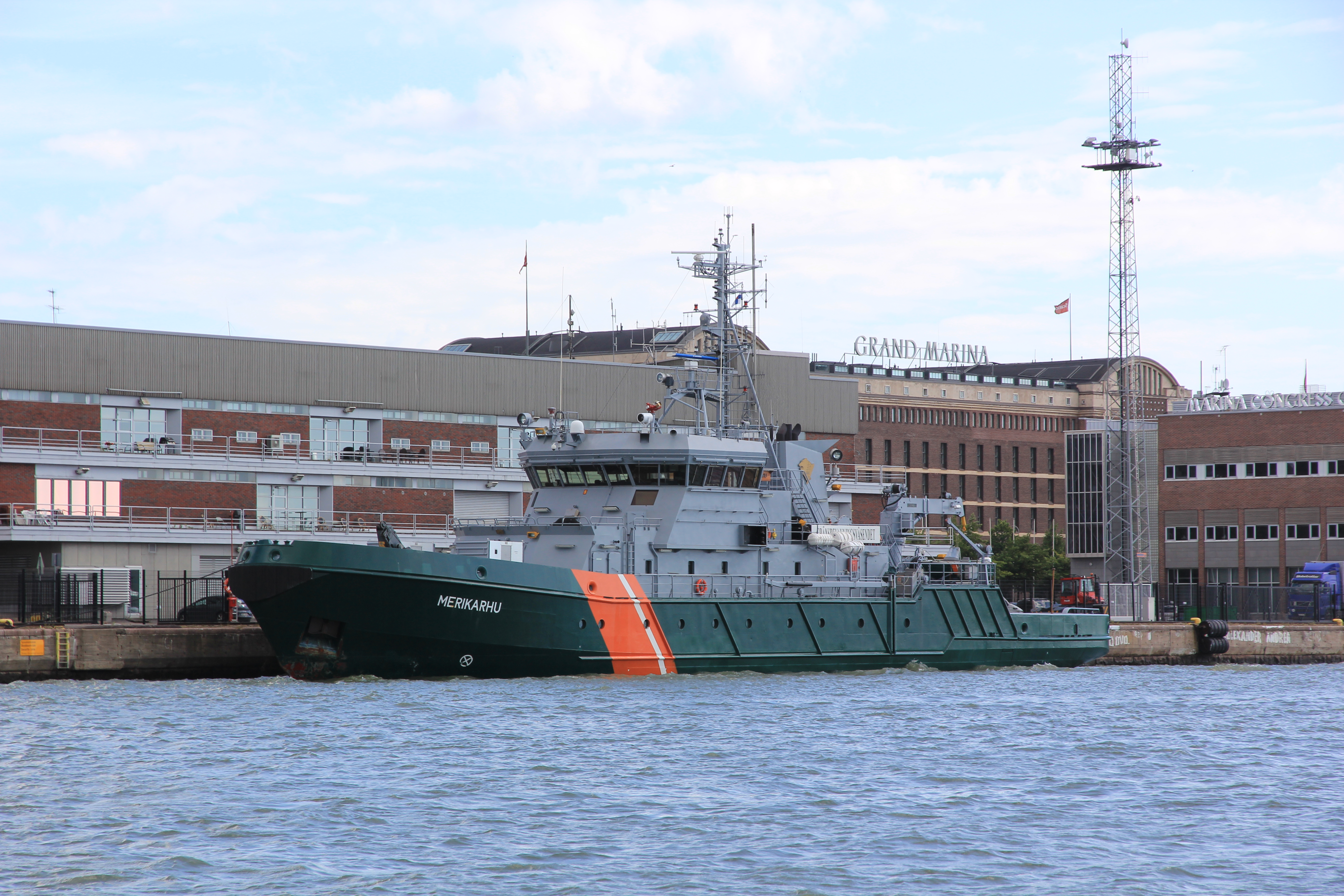
„Merikarhu” w pierwotnym malowaniu
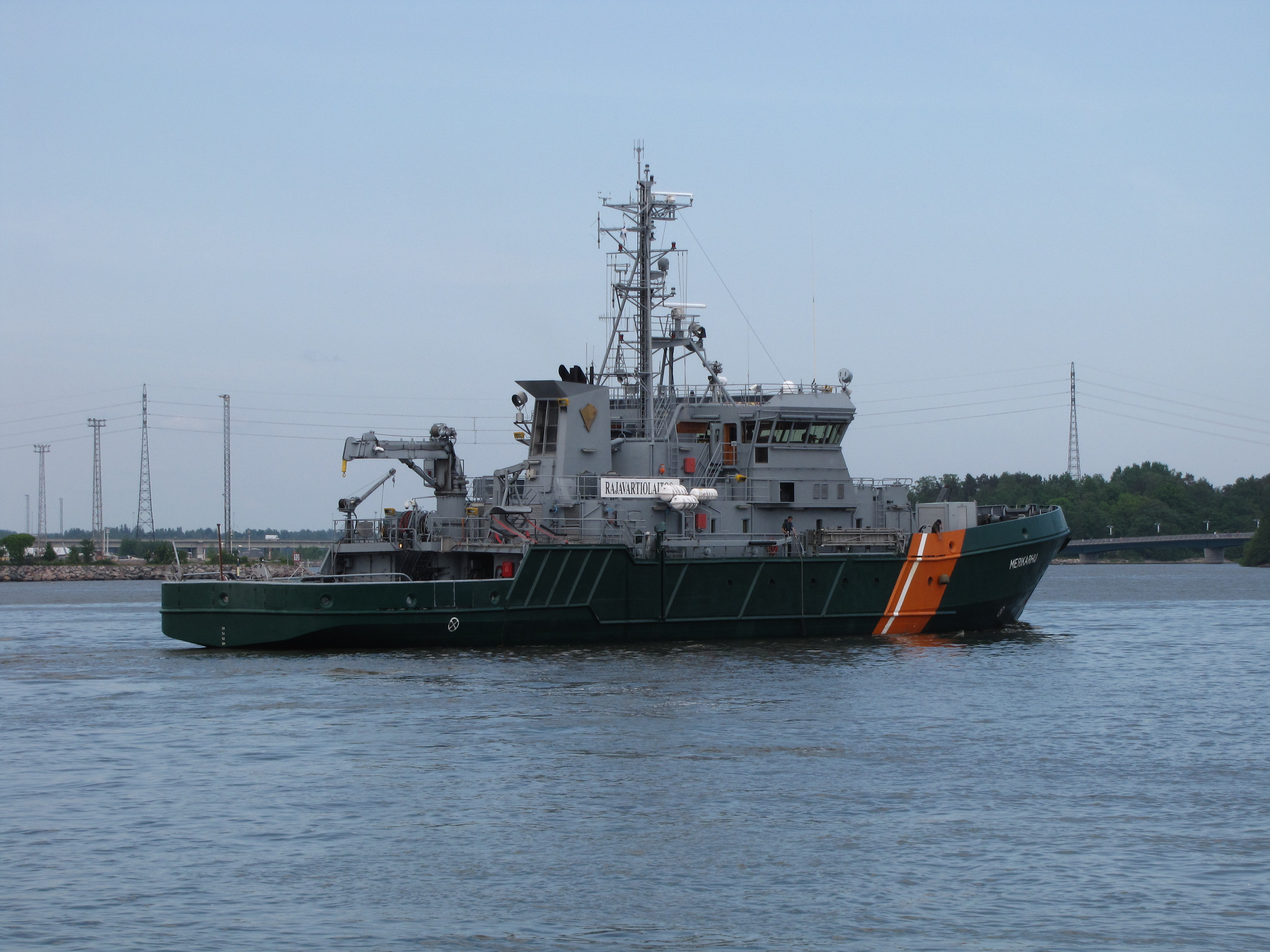
„Merikarhu” od rufy
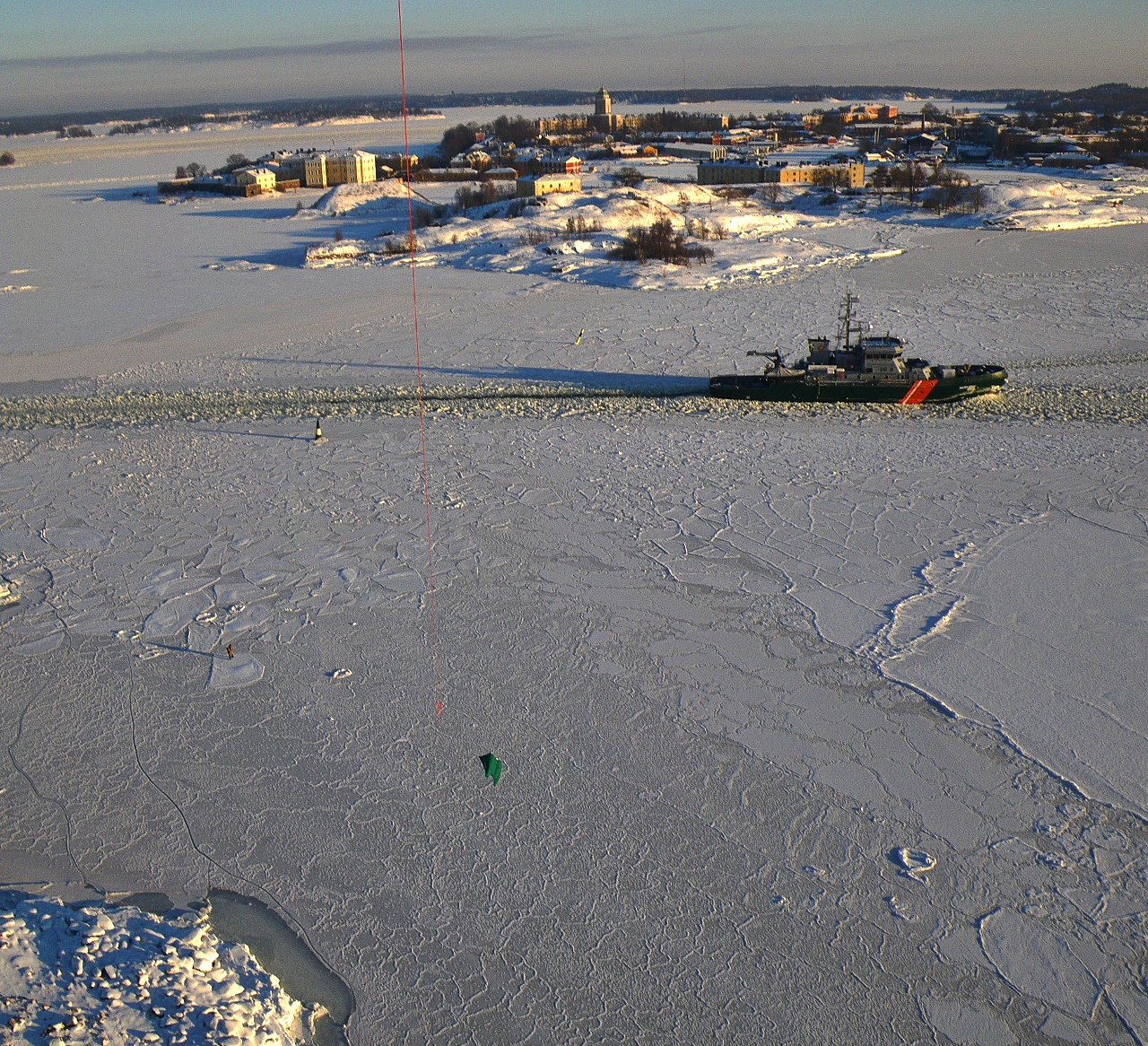
„Merikarhu” w lodach